# Jaraíz de la Vera
Jaraíz de la Vera ist eine westspanische Kleinstadt und eine Gemeinde (municipio) mit 6.720 Einwohnern (Stand: 2024) in der Provinz Cáceres (Extremadura).

## Lage und Klima
Der ca. 560 m hoch gelegene Ort Jaraíz de la Vera liegt etwa 10 km (Luftlinie) nördlich des Río Tiétar nahe der Grenze zu Altkastilien. Die zentralspanische Gebirgskette der Sierra de Gredos und das Kloster Yuste, in welchem Kaiser Karl V. seine letzten Lebensjahre verbrachte, sind nur etwa 10 bis 20 km entfernt. Im Sommer ist das Klima meist warm; im Winter und in kalten Nächten kann die Temperatur jedoch auch unter 0 °C fallen.

## Bevölkerungsentwicklung
| Jahr      | 1857 | 1900 | 1950 | 2000 | 2021 |
| Einwohner | 2268 | 3438 | 6538 | 6479 | 6499 |

Trotz der Mechanisierung der Landwirtschaft sowie der Aufgabe bäuerlicher Kleinbetriebe („Höfesterben“) in der zweiten Hälfte des 20. Jahrhunderts ist die Einwohnerzahl der Gemeinde stetig angestiegen.

## Wirtschaft
Die Wirtschaft der Gemeinde basiert hauptsächlich auf dem Dienstleistungssektor, der einen hohen Prozentsatz der wirtschaftlichen Aktivität darstellt. Erwähnenswert ist auch der Bausektor. Jaraíz de la Vera ist auch ein touristisches Ziel ersten Ranges innerhalb der Extremadura, sowohl wegen des historischen Charakters der Stadt als auch wegen der Landschaften, von denen die Stadt umgeben ist. Daneben ist die Region ein Zentrum für den Anbau von Paprika, die hier auch zu diversen Produkten (u. a. Würste) verarbeitet werden.

## Geschichte
Auf dem Gemeindegebiet finden sich einige Hügelgräber (tumuli) aus prähistorischer Zeit. Römer und Westgoten haben dagegen keine Spuren hinterlassen. Der Ortsname geht auf die arabisch-maurische Zeit zurück und lautete ehemals Xarahiz. Die Region um Trujillo wurde seit dem Jahr 1133 wiederholt von christlichen Heeren angegriffen. Die erstmalige Erwähnung des Ortes in einem christlichen Dokument stammt aus dem Jahr 1217. Der ehemals von Plasencia abhängige Ort erhielt die Stadtrechte (villa) im Jahr 1685. 

## Sehenswürdigkeiten
- Die Iglesia de Santa María de Altagracia ist eine ca. 34 m lange, 17 m breite und ungefähr 21 m hohe Kirche im spätgotischen Stil des 15. Jahrhunderts. In ihr befindet sich ein massives Taufbecken (pila bautismal) aus dem 16. Jahrhundert; ein barocker Schnitzaltar aus dem 18. Jahrhundert schmückt die polygonale Apsis.[4]
- Die Iglesia de San Miguel Arcángel stammt ebenfalls aus dem 15. Jahrhundert. Sie ist insgesamt deutlich kleiner als ihre Nachbarin, verfügt aber ebenfalls über einen sehenswerten barocken Schnitzaltar.[5]
- Den Palacio del Obispo Manzano ließ sich ein Bischof von Jaca um das Jahr 1750 errichten. Der eigentlich spätbarocke Bau überzeugt durch seine gerade Linienführung und äußerliche Schmucklosigkeit.[6]
- Eine Gerichtssäule (picota oder rollo) erinnert an die Unabhängigkeit von Plasencia im Jahr 1685.[7]